# Pessegueiro (ö)
Ilha do Pessegueiro (svenska: Pessegueiro-ön) är en liten ö belägen i Atlanten, 300 m sydväst om den lilla orten Porto Covo i regionen Alentejo i södra Portugal. Ön är 340 m lång och 235 m bred.

## Ortnamnet
Ortnamnet Pessegueiro härstammar från latinets piscatorius eller piscarium, syftande på en anläggning för fiskkonservering som fanns på platsen under den romerska tiden.

## Bilder

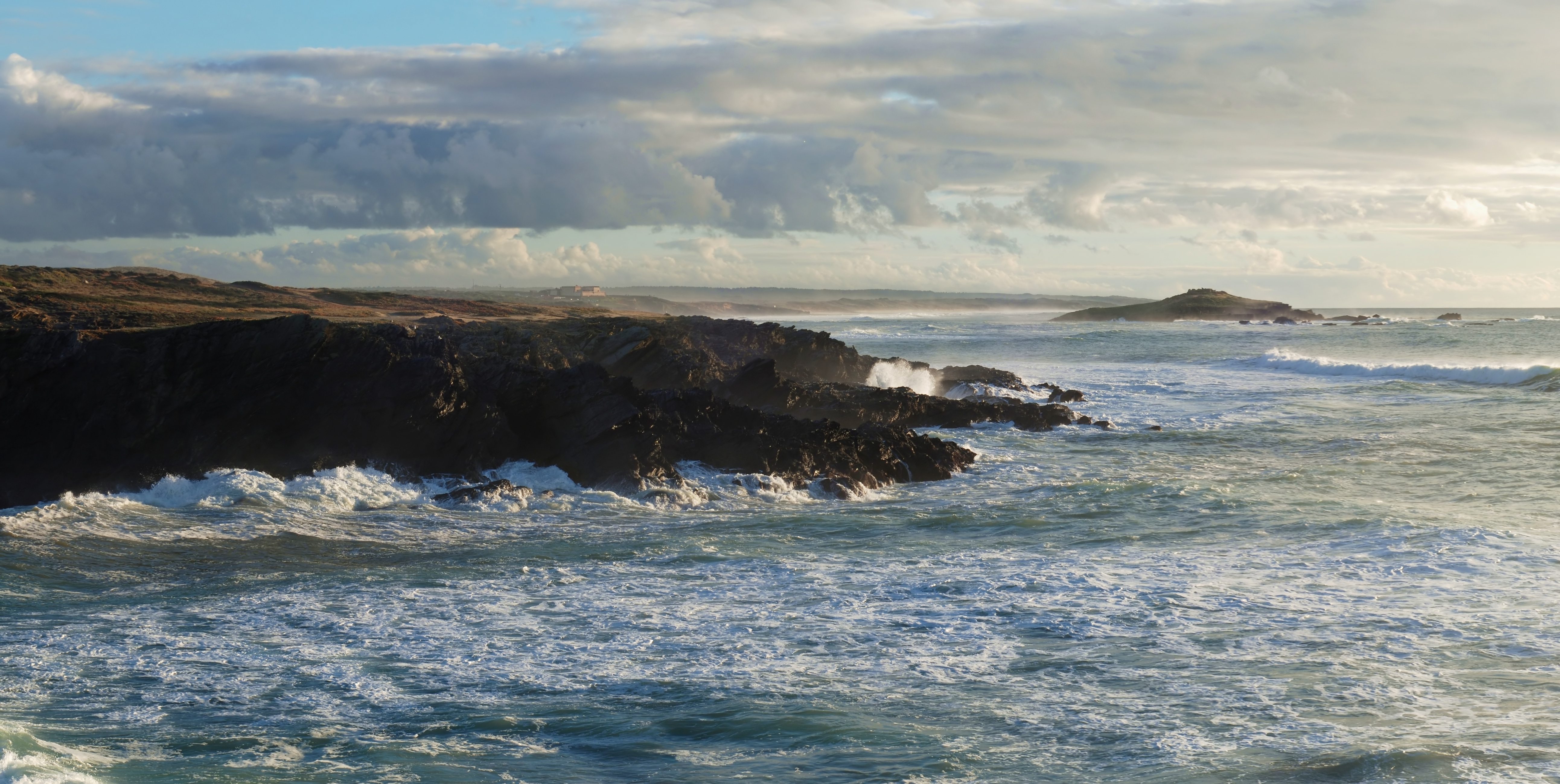
Pessegueiro, sedd från Porto Covo.
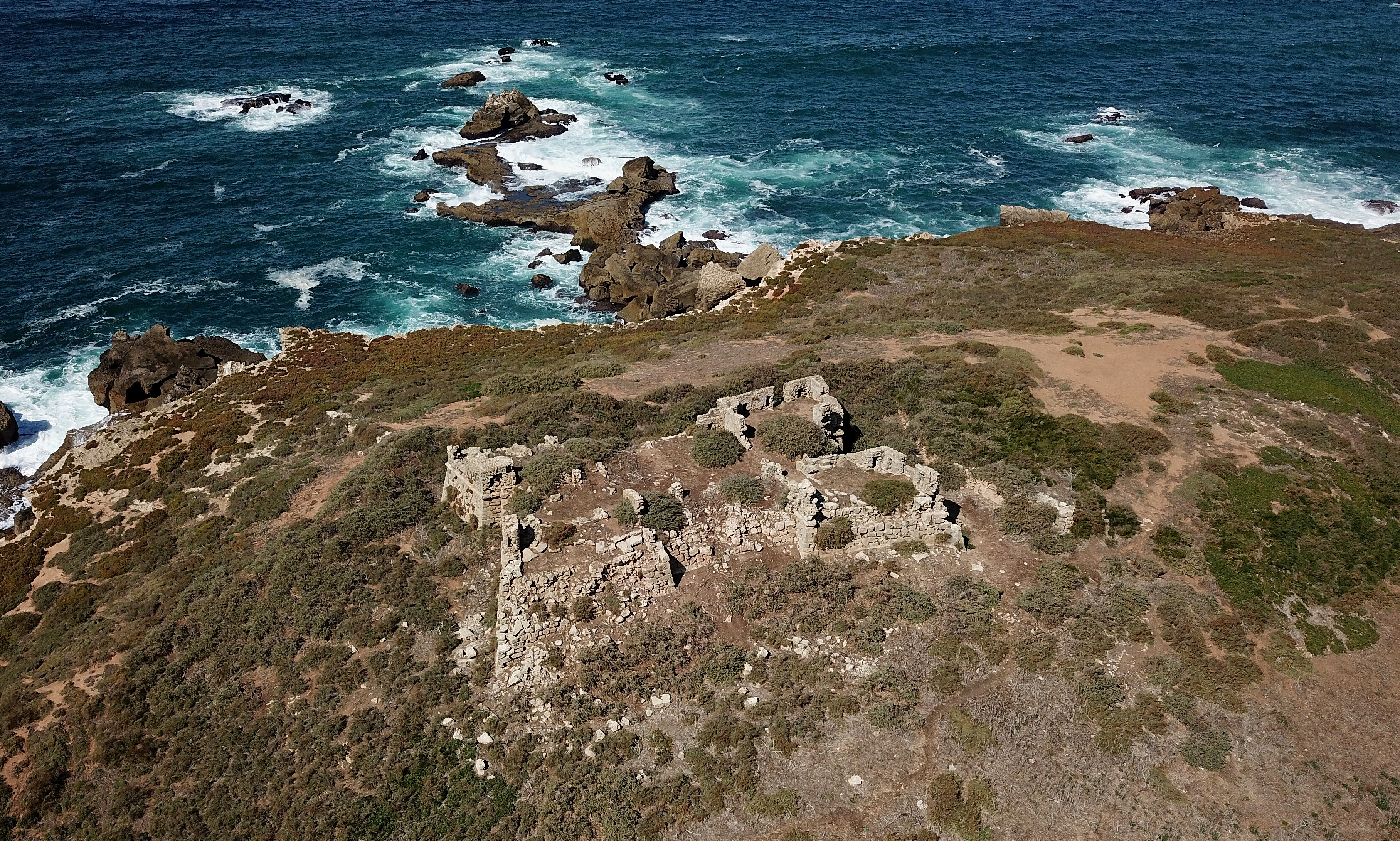
Den gamla fästningen på Pessegueiro